# Adolf Abel

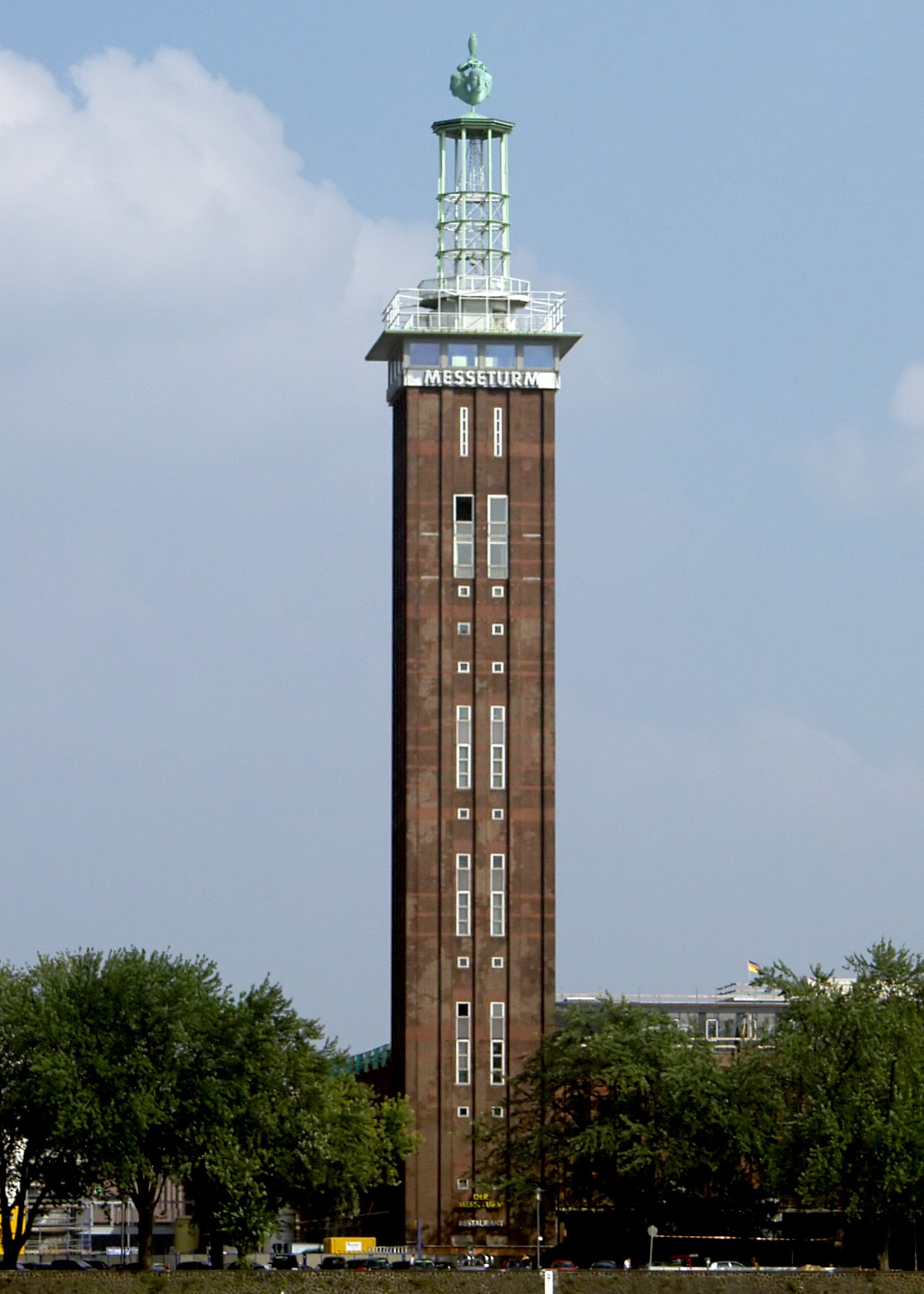
"Messeturm", Colonia.

Adolf Abel (París, 27 de noviembre de 1882 - Bruckberg, 3 de noviembre de 1968) fue un arquitecto alemán.
Realizó sus estudios en Stuttgart y en Dresde. En 1925 trabajó en el diseño de varios edificios en Colonia. En 1930 ejerció como profesor en la Universidad Técnica de Múnich, donde permanecería en activo hasta 1952.

## Trabajos
- Banco de Desarrollo del Rin en Colonia.
- Puentes en Colonia-Muelheim y Mannheim.
- Presa de Untertürkheim, 1923-1927.
- Universidad de Colonia, 1930-1936.
- Auditorio Liederhalle en Stuttgart, 1954-1956, con Rolf Gutbrod